# Americká hokejová reprezentace do 20 let
Americká hokejová reprezentace do 20 let je výběrem nejlepších amerických hráčů ledního hokeje v této věkové kategorii. Po celou existenci juniorského mistrovství světa je jeho účastníkem. Celkově se Američané mohou pochlubit bilancí sedmi zlatých, dvou stříbrných a šesti bronzových medailí.

## Účast na mistrovství světa
Neoficiální ročníky
| MS       | Místo konání                                                | Umístění |
| -------- | ----------------------------------------------------------- | -------- |
| MSJ 1974 | SSSR (Leningrad)                                            | 5. místo |
| MSJ 1975 | Kanada (Winnipeg, Brandon) a USA (Minneapolis, Bloomington) | 6. místo |
| MSJ 1976 | Finsko (Tampere, Turku, Pori, Rauma)                        | neúčast  |

Oficiální turnaje
| MS       | Místo konání                                                                       | Umístění         |
| -------- | ---------------------------------------------------------------------------------- | ---------------- |
| MSJ 1977 | Československo (Banská Bystrica, Zvolen)                                           | 7. místo         |
| MSJ 1978 | Kanada (Montréal, Québec, Hull)                                                    | 5. místo         |
| MSJ 1979 | Švédsko (Karlstad, Karlskoga)                                                      | 6. místo         |
| MSJ 1980 | Finsko (Helsinky, Vantaa)                                                          | 7. místo         |
| MSJ 1981 | Západní Německo (Füssen, Kaufbeuren, Augsburg, Landsberg, Kempten, Oberstdorf)     | 6. místo         |
| MSJ 1982 | USA (New Ulm, Rochester, Duluth, Minneapolis) a Kanada (Winnipeg, Kenora, Brandon) | 6. místo         |
| MSJ 1983 | SSSR (Leningrad)                                                                   | 5. místo         |
| MSJ 1984 | Švédsko (Norrköping, Nyköping)                                                     | 6. místo         |
| MSJ 1985 | Finsko (Helsinky, Turku, Vantaa, Espoo)                                            | 6. místo         |
| MSJ 1986 | Kanada (Hamilton)                                                                  | Bronzová medaile |
| MSJ 1987 | Československo (Piešťany, Nitra, Trenčín, Topoľčany)                               | 4. místo         |
| MSJ 1988 | SSSR (Moskva)                                                                      | 6. místo         |
| MSJ 1989 | USA (Anchorage)                                                                    | 5. místo         |
| MSJ 1990 | Finsko (Helsinky, Turku, Kauniainen, Kerava)                                       | 7. místo         |
| MSJ 1991 | Kanada (Saskatoon, Regina)                                                         | 4. místo         |
| MSJ 1992 | Německo (Füssen, Kaufbeuren)                                                       | Bronzová medaile |
| MSJ 1993 | Švédsko (Gävle, Falun, Uppsala, Bollnäs )                                          | 4. místo         |
| MSJ 1994 | Česko (Ostrava, Frýdek-Místek)                                                     | 6. místo         |
| MSJ 1995 | Kanada (Red Deer, Calgary, Edmonton)                                               | 5. místo         |
| MSJ 1996 | USA (Boston, Amherst, Marlboro)                                                    | 5. místo         |
| MSJ 1997 | Švýcarsko (Ženeva, Morges)                                                         | Stříbrná medaile |
| MSJ 1998 | Finsko (Helsinky, Hämeenlinna)                                                     | 5. místo         |
| MSJ 1999 | Kanada (Winnipeg, Brandon)                                                         | 8. místo         |
| MSJ 2000 | Švédsko (Skellefteå, Umeå)                                                         | 4. místo         |
| MSJ 2001 | Rusko (Moskva, Podolsk)                                                            | 5. místo         |
| MSJ 2002 | Česko (Pardubice, Hradec Králové)                                                  | 5. místo         |
| MSJ 2003 | Kanada (Halifax, Sydney)                                                           | 4. místo         |
| MSJ 2004 | Finsko (Helsinky, Hämeenlinna )                                                    | Zlatá medaile    |
| MSJ 2005 | USA (Grand Forks, Thief River Falls)                                               | 4. místo         |
| MSJ 2006 | Kanada (Vancouver, Kelowna, Kamloops)                                              | 4. místo         |
| MSJ 2007 | Švédsko (Leksand, Mora)                                                            | Bronzová medaile |
| MSJ 2008 | Česko (Pardubice, Liberec)                                                         | 4. místo         |
| MSJ 2009 | Kanada (Ottawa)                                                                    | 5. místo         |
| MSJ 2010 | Kanada (Saskatoon, Regina)                                                         | Zlatá medaile    |
| MSJ 2011 | USA (Buffalo)                                                                      | Bronzová medaile |
| MSJ 2012 | Kanada (Calgary, Edmonton)                                                         | 7. místo         |
| MSJ 2013 | Rusko (Ufa)                                                                        | Zlatá medaile    |
| MSJ 2014 | Švédsko (Malmö)                                                                    | 5. místo         |
| MSJ 2015 | Kanada (Montreal, Toronto)                                                         | 5. místo         |
| MSJ 2016 | Finsko (Helsinky)                                                                  | Bronzová medaile |
| MSJ 2017 | Kanada (Montreal, Toronto)                                                         | Zlatá medaile    |
| MSJ 2018 | USA (Buffalo)                                                                      | Bronzová medaile |
| MSJ 2019 | Kanada (Vancouver, Victoria)                                                       | Stříbrná medaile |
| MSJ 2020 | Česko (Ostrava, Třinec)                                                            | 6. místo         |
| MSJ 2021 | Kanada (Edmonton)                                                                  | Zlatá medaile    |
| MSJ 2022 | Kanada (Edmonton, Red Deer)                                                        | 5. místo         |
| MSJ 2023 | Kanada (Halifax, Moncton)                                                          | Bronzová medaile |
| MSJ 2024 | Švédsko (Göteborg)                                                                 | Zlatá medaile    |
| MSJ 2025 | Kanada (Ottawa)                                                                    | Zlatá medaile    |

## Zlaté výběry
2004  Dominic Vicari, Al Montoya – Mark Stuart, Corey Potter, Matt Carle, Matt Hunwick, Dan Richmond, Ryan Suter, Jeff Likens, James Wisniewski – Patrick Eaves, Zach Parise, Patrick O’Sullivan, Brady Murray, Greg Moore, Jake Dowell, Ryan Kesler, Drew Stafford, David Booth, Dan Fritsche, Brett Sterling, Steve Werner.

Trenéři: Mike Eaves, John Hynes a Ken Martel.
2010  Jack Campbell, Mike Lee – John Ramage, Matt Donovan, David Warsofski, John Carlson, Brian Lashoff, Cam Fowler, Jake Gardiner – Danny Kristo, Philip McRae, Tyler Johnson, Luke Walter, Jason Zucker, Bryan Bourque, Jordan Schroeder, Chris Kreider, Derek Stepan, Aj Jenks, Kyle Palmieri, Jeremy Morin, Jerry D'Amigo.

Trenéři: Dean Blais, Tom Ward, Mark Osiecki a Joe Exter.
2013  John Gibson, Jon Gillies, Garret Sparks – Shayne Gostisbehere, Seth Jones, Jake McCabe, Connor Murphy, Mike Reilly, Pat Seiloff, Jacob Trouba – Cole Bardreau, Riley Barber, Tyler Biggs, Alex Galchenyuk, Johnny Gaudreau, Rocco Grimaldi, Ryan Hartman, Sean Kuraly, Mario Lucia, JT Miller, Blake Pietila, Vincent Trocheck, Jim Vesey.

Trenéři: Phil Housley, David Lassonde, Mark Osiecki, Grant Potulny.
2017  Jake Oettinger, Tyler Parsons, Joseph Woll, Jack Ahcan, Joseph Cecconi, Casey Fitzgerald, Adam Fox, Caleb Jones, Ryan Lindgren, Charlie McAvoy, Joseph Anderson, Kieffer Bellows, Jeremy Bracco, Erik Foley, Jordan Greenway, Patrick Harper, Clayton Keller, Luke Kunin, Tanner Laczynski, Jack Roslovic, Troy Terry, Tage Thompson, Colin White

Trenéři: Bob Motzko, Grant Potulny, Greg Brown, Kris Mayotte, Steve Miller
2021  Logan Stein • Spencer Knight • Dustin Wolf • Drew Helleson • Henry Thrun • Cameron York –  • Jackson LaCombe • Tyler Kleven • Jake Sanderson • Brock Faber • Hunter Skinner • Ryan Johnson • Trevor Zegras • Matthew Beniers • Matthew Boldy • Cole Caufield [A] • Alex Turcotte [A] • Brendan Brisson • Patrick Moynihan • Brett Berard • Sam Colangelo • Bobby Brink • John Farinacci • Landon Slaggert • Arthur Kaliyev

Trenéři: Nate Leaman
2024 
Trey Augustine • Jacob Fowler • Gavin Brindley • Drew Fortescue • Will Smith • Sam Rinzel • Ryan Leonard • Oliver Moore • Quinn Finley • Danny Nelson • Cutter Gauthier • Lane Hutson • Isaac Howard • Eric Pohlkamp • Seamus Casey • Gavin Hayes • Zeev Buium  • Rutger McGroarty –  • Sam Hillebrandt • Gabe Perreault • Ryan Chesley • Jimmy Snuggerud • Frank Nazar

Trenéři: David Carle, Brett Larson, Steve Miller, Garrett Raboin
2025 
Trey Augustine • Teddy Stiga • Logan Hensler • Colin Ralph • Drew Fortescue • Adam Kleber • Brandon Svoboda • Carey Terrance • Oliver Moore – [A] • James Hagens • Aram Minnetian • Paul Fischer • Danny Nelson – [A] • Trevor Connelly • Hampton Slukynsky • Sam Hillebrandt • Gabe Perreault • Cole Eiserman • Brodie Ziemer • Ryan Leonard –  • Joey Willis • Max Plante • Austin Burnevik • Cole Hutson • Zeev Buium

Trenéři: David Carle, Brett Larson, Steve Miller, Garrett Raboin

## Hráči ocenění na turnajích MS "20"
- 1984 – Alan Perry (nejlepší brankář)
- 1987 – Brian Leetch, Scott Young (oba All star tým)
- 1989 – Jeremy Roenick (nejproduktivnější hráč, All star tým)
- 1991 – Scott Lachance (All star tým), Doug Weight (nejproduktivnější hráč)
- 1992 – Mike Dunham (nejlepší brankář, All star tým), Peter Ferraro (All star tým)
- 1997 – Brian Boucher (All star tým),Joseph Corvo (nejlepší obránce), Michael York (nejproduktivnější hráč, All star tým)
- 1998 – Jeff Farkas (nejproduktivnější hráč)
- 1999 – Brian Gionta (nejproduktivnější hráč, All star tým)
- 2000 – Rick DiPietro (nejlepší brankář, All star tým)
- 2004 – Al Montoya (nejlepší brankář, All star tým), Zach Parise (nejlepší útočník, All star tým, nejužitečnější hráč)
- 2006 – Jack Johnson (All star tým), Phil Kessel (nejproduktivnější hráč)
- 2007 – Erik Johnson (nejlepší obránce, nejproduktivnější hráč, All star tým)
- 2008 – James van Riemsdyk (nejproduktivnější hráč, All star tým)
- 2010 – John Carlson (All star tým), Derek Stepan (nejproduktivnější hráč, All star tým)
- 2011 – Jack Campbell (nejlepší brankář, All star tým)
- 2013 – John Gibson (nejlepší brankář, All star tým, nejužitečnější hráč), Jacob Trouba (nejlepší obránce, All star tým), Jake McCabe a John Gaudreau (oba All star tým)
- 2016 – Zach Werenski (nejlepší obránce, All star tým), Auston Matthews (All star tým)
- 2017 – Charlie McAvoy a Clayton Keller (All star tým)
- 2018 – Casey Mittelstadt (nejproduktivnější hráč, nejlepší útočník, All star tým, nejužitečnější hráč), Kieffer Bellows (All star tým)
- 2019 – Ryan Poehling (nejlepší útočník, All star tým, nejužitečnější hráč)
- 2021 – Trevor Zegras (nejproduktivnější hráč, All star tým, nejužitečnější hráč)
- 2024 – Cutter Gauthier (nejlepší útočník, All star tým), Lane Hutson (All star tým)
- 2025 – Ryan Leonard (nejlepší útočník, All star tým), Gabe Perreault (All star tým)

## Individuální rekordy na MSJ

### Celkové
Utkání: osm hráčů 21, všichni hráli na třech MSJ (Chris Biotti 1985-87, Ted Crowley 1988-90, Adam Deadmarsh 1993-95, Steve Leach 1984-86, Brian Lee 2005-07, Brian Leetch 1985-87, Brian Rolston 1991-93, Scott Young 1985-87)
Góly: 13, Jeremy Roenick (1988, 1989)
Asistence: 20, Jordan Schroeder (2008, 2009, 2010) a Trevor Zegras (2020, 2021)
Body: 27, Jordan Schroeder (2008, 2009, 2010) a Trevor Zegras (2020, 2021)
Trestné minuty: 59, Jack Johnson (2006, 2007)
Vychytaná čistá konta: 3, Spencer Knight (2021)
Vychytaná vítězství: 10, Jack Campbell (2010, 2011, 2012)

### Za turnaj
Góly:  9, Kieffer Bellows (2018)
Asistence: 14, Doug Weight (1991)
Body: 19, Doug Weight (1991)
Trestné minuty: 45, Jack Johnson (2006)
Vychytaná čistá konta:  3, Spencer Knight (2021)
Vychytaná vítězství: 6, Al Montoya (2004)